# Schloss Bellin

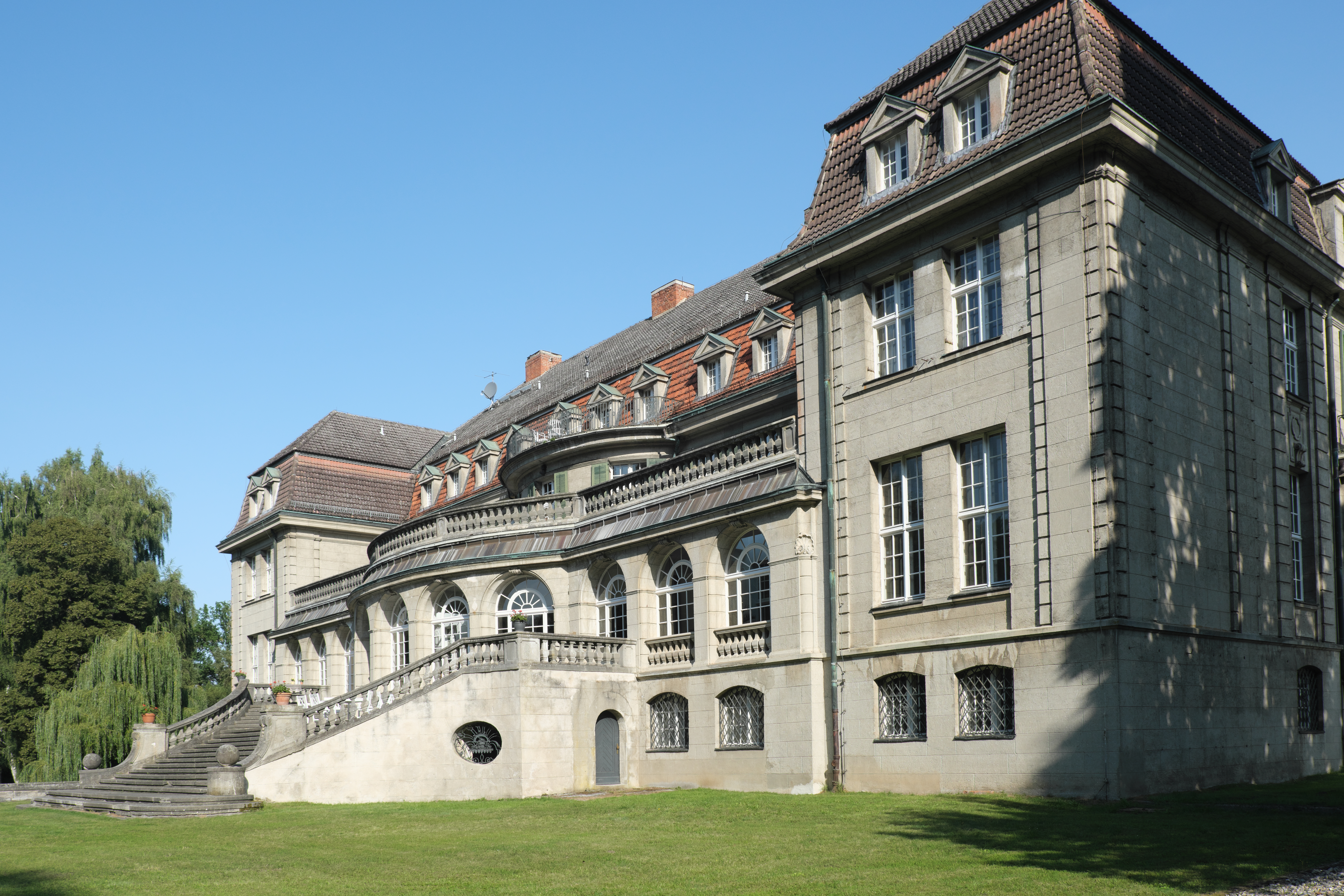
Schloss Bellin von der Parkseite (2023)

Das Schloss Bellin ist das Herrenhaus eines großen Gutshofs in Bellin in Mecklenburg-Vorpommern. Das neobarocke Gebäude aus dem Jahr 1912 steht unter Denkmalschutz und wird seit 1997 als Hotel und für Veranstaltungen genutzt.

## Geschichte
Im Mai 1910 kaufte der Hamburger Unternehmer und Kaufmann Henry B. Sloman das rund 1.050 Hektar große Gut für 1.475.000 Mark von Gerhard Freiherr von Marschall. Kurz darauf erwarb er auch das benachbarte Rittergut Steinbeck (400 Hektar) von der Familie Wunderlich für 500.000 Mark.
Das im Auftrag Slomans neu errichtete Herrenhaus ersetzte einen klassizistischen Vorgängerbau, der Anfang des 19. Jahrhunderts von Christian Friedrich von der Osten-Sacken anstelle einer älteren Wasserburg gebaut worden war. Der heute noch bestehende sogenannte „Goldfischteich“ im Park des Schlosses ist vermutlich ein Teil des damals nicht verfüllten Burggrabens.
Sloman hatte das Anwesen als Altersruhesitz erworben; nach seinem Tod 1931 wurde er in einem für ihn errichteten Mausoleum in Bellin beigesetzt. 1935 übernahm sein ältester Sohn Enrique Sloman die Bewirtschaftung des Guts. Als 1940 auf der Ausstellung eines Hegerings eine kapitale Rothirsch-Trophäe aus der Belliner Eigenjagd gezeigt wurde, wurde der Reichsjägermeister Hermann Göring auf den wildreichen Besitz aufmerksam und bot der Familie Sloman vergebens an, ihnen das Gut abzukaufen. Im Jahr 1941 wurden Gebirgsjäger einquartiert, die auf dem Weg zum Einsatz nach Norwegen waren. In den Jahren 1944 und 1945 wurden Schüler aus Rostock im Schloss untergebracht, um sie vor Bombenangriffen zu schützen.
Beim Kriegsende 1945 bezogen zunächst sowjetische Truppen das Gebäude. Dabei wurde die Inneneinrichtung geplündert und das Mausoleum geschändet: Die Särge von Sloman, seiner Ehefrau Renata Sloman geb. Hillinger und der Tochter Adelaida wurden aufgebrochen, die sterblichen Überreste in der Umgebung verteilt und im Mausoleum selbst eine Tankstelle eingerichtet. 1950 wurde die Verwaltungsfachschule „Wilhelm Häcker“ im Schloss eingerichtet, in der rund 90 Schüler ausgebildet wurden. 1951 brannte der Dachstuhl des Schlosses aus ungeklärter Ursache ab. Von 1963 bis 1979 befand sich im Schloss eine Außenstelle der Bezirksparteischule Schwerin.

### Namibische Flüchtlingskinder
Am 18. Dezember 1979 kamen über den Flughafen Berlin-Schönefeld zunächst achtzig namibische Kinder im Kindergartenalter nach Bellin. Kurzfristig war das Schloss auf Betreiben von Margot Honecker als Kinderheim eingerichtet worden.
Nachdem am 4. Mai 1978 südafrikanische Truppen im Rahmen des sogenannten Cassinga-Massakers das SWAPO-Hauptquartier in Cassinga angegriffen hatten, war SWAPO-Präsident Sam Nujoma an das Zentralkomitee der SED mit der Bitte herangetreten, Teil- und Vollwaisen sowie Flüchtlingskinder aufzunehmen, um sie so vor der südafrikanischen Besatzungsmacht in Sicherheit zu bringen. Die DDR-Führung unterstützte das Projekt in der Hoffnung, dass Namibia zukünftig ein kommunistischer Staat werden würde und sah die Ausbildung der Kinder zu zukünftigen Kadern dieses Staates vor.
Im Rahmen des Programms kamen bis 1986 rund 430 namibische Kinder in die DDR. In Bellin wurden insgesamt 298 von ihnen untergebracht. Nach Beendigung der Grundschulklassen wurden sie von Bellin dann zur weiterführenden Schulbildung nach Staßfurt verlegt. Die Erziehung der Belliner Schlosskinder erfolgte durch namibische und deutsche Lehrerinnen sowie einen namibischen Ausbilder. Die Kinder erhielten neben dem deutschen Schulunterricht nur wenig Ausbildung in Oshivambo, namibischem Tanz und Gesang. Es gab Appelle und militärischen Drill, und auch der Umgang mit Gewehren wurde gelehrt. Margot Honecker und Kovambo Theopoldine Nujoma waren öfter zu Besuch.
Der Aufenthalt war zunächst nur vorübergehend geplant, da ein Sieg der SWAPO bald erwartet wurde. Kurz vor der deutschen Wiedervereinigung wurden die Kinder im Alter zwischen 8 und 17 Jahren am 26. August 1990 von der Regierung de Maizière überstürzt nach Namibia zurückgeflogen. Aufgrund der jahrelangen Entfremdung von ihren namibischen Wurzeln und ihrer geringen Sprachkenntnisse war die Integration der Jugendlichen in ihrer Heimat schwierig. Einige von ihnen kehrten später nach Deutschland zurück.
Eines der Belliner Heimkinder, Lucia Engombe, veröffentlichte ihre Erlebnisse in dem Buch Kind Nr. 95. Meine deutsch-afrikanische Odyssee, das im Jahr 2005 beim Ullstein Taschenbuchverlag erschien. Die Geschichte eines anderen Kindes, Oshosheni Hiveluah (1982–2019; Filmproduzentin in Windhoek), war Thema in einer Sonderausgabe der Zeitschrift Geo im Jahr 2008. Im Frühjahr 2007 entstand der Low-Budget-Film Wenn uns zwei Berge trennen von Marion Nagel und Martin Reinbold zu diesem Thema.
Die Unterbringung der Flüchtlingskinder im Schloss bis kurz vor der Wiedervereinigung führte dazu, dass das Gebäude stets gewartet und beheizt wurde und so die Bausubstanz erhalten blieb.

### Nach der Wende
Im Herbst 1990 besuchte die niederländische Königin Beatrix mit ihrem Mann Claus das Schloss. Es kam dort zu einem Treffen mit dem deutschen Bundespräsidenten Richard von Weizsäcker.
Nachdem er bereits Anfang der 1990er Jahre die landwirtschaftlichen Flächen und Anlagen der vormaligen LPG gepachtet hatte, kaufte der vormalige Hamburger Privatbankier Friedrich-Wilhelm Sloman, ein Enkel des Erbauers, 1996 auch das Schloss aus dem Sondervermögen der Treuhandanstalt zurück. Das Hamburger Architektenbüro Ehrensberger & Oertz begann im Herbst 1999 mit dem Umbau des Gebäudes zu einem Appartement-Hotel. Im Januar 2000 wurde das Hotel eröffnet.

## Architektur
Das Herrenhaus gilt als ein bedeutendes Werk des regional tätigen Architekten Paul Korff. Es wurde nach Vorgaben des Bauherrn in einem zurückhaltenden neobarocken Stil mit neoklassizistischen Anklängen errichtet. Der Baubeginn erfolgte 1911, die Fertigstellung bereits 1912. Der Putzbau beinhaltet zwei Geschosse über einem Souterraingeschoss sowie ein Mansard-Walmdach. Zur Hofseite verfügt das Herrenhaus über einen mächtigen Mittelrisalit mit Dreiecksgiebel sowie einen von vier Säulen getragenen Altan. Auf der Gartenseite wurde eine Freitreppe angelegt. Der ursprünglich glasgedeckte Wintergarten erhielt bei den Erneuerungsarbeiten 1999 eine Betondecke und eine Balustrade, deren Baluster denen der Freitreppe nachgebildet sind, und die heute als Terrasse für die Zimmer im ersten Obergeschoss dient. Der darunter liegende, weitgehend verglaste Raum mit Zugang zur Freitreppe hat eine Länge von 35 Metern und wird heute als Speisesaal genutzt.

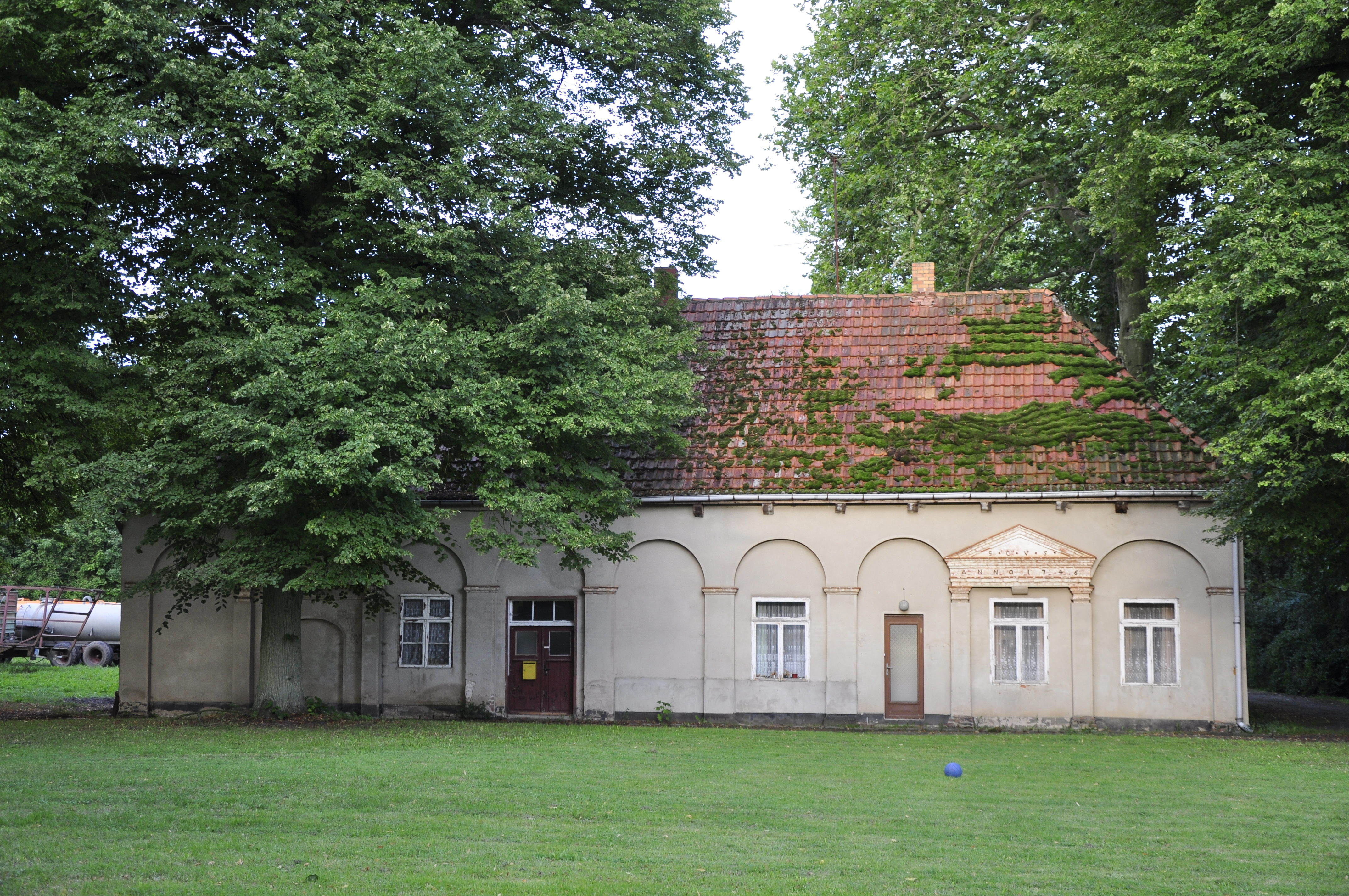
Kavaliershaus mit Originalgiebel

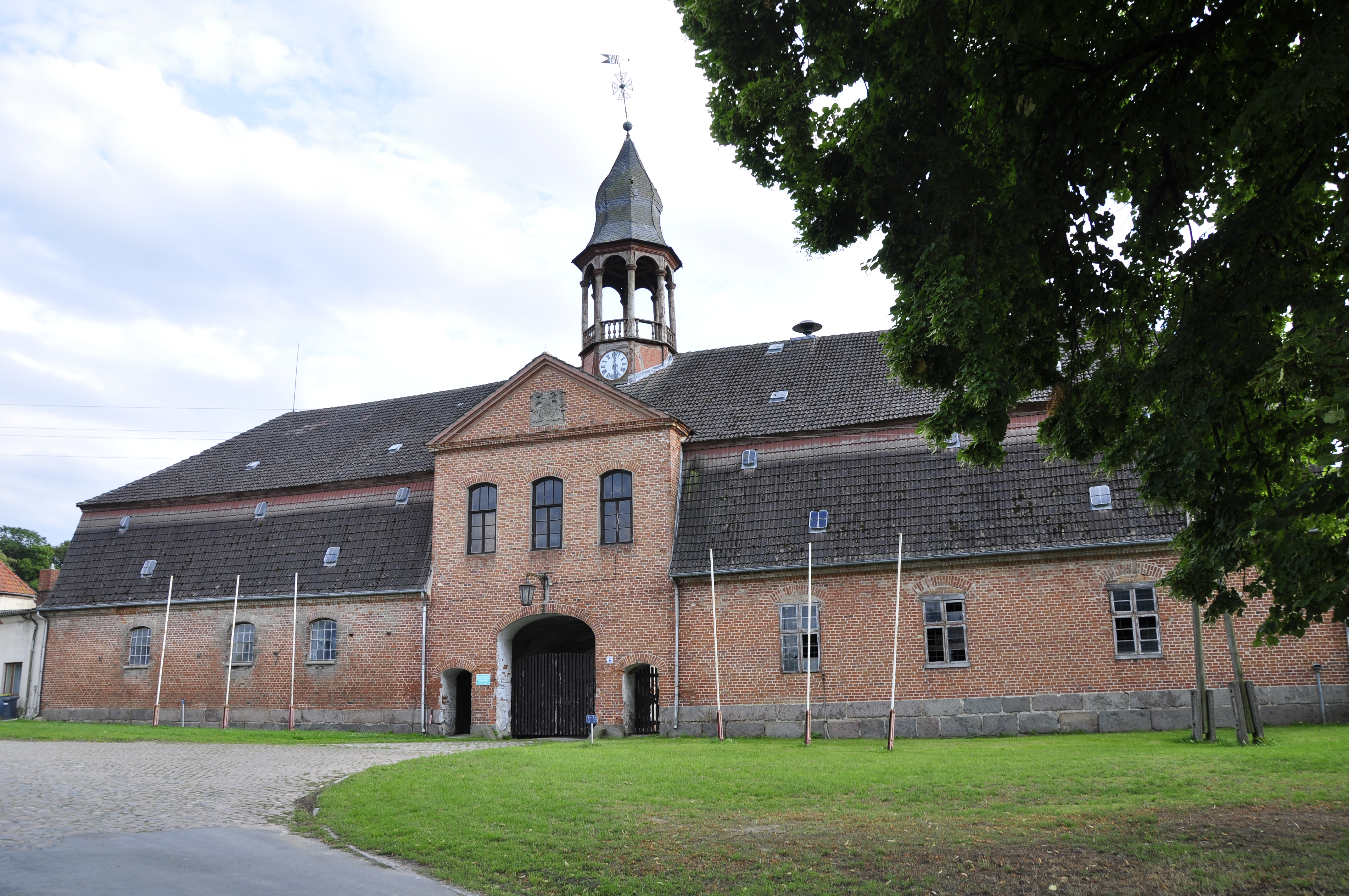
Torhaus zur Straßenseite

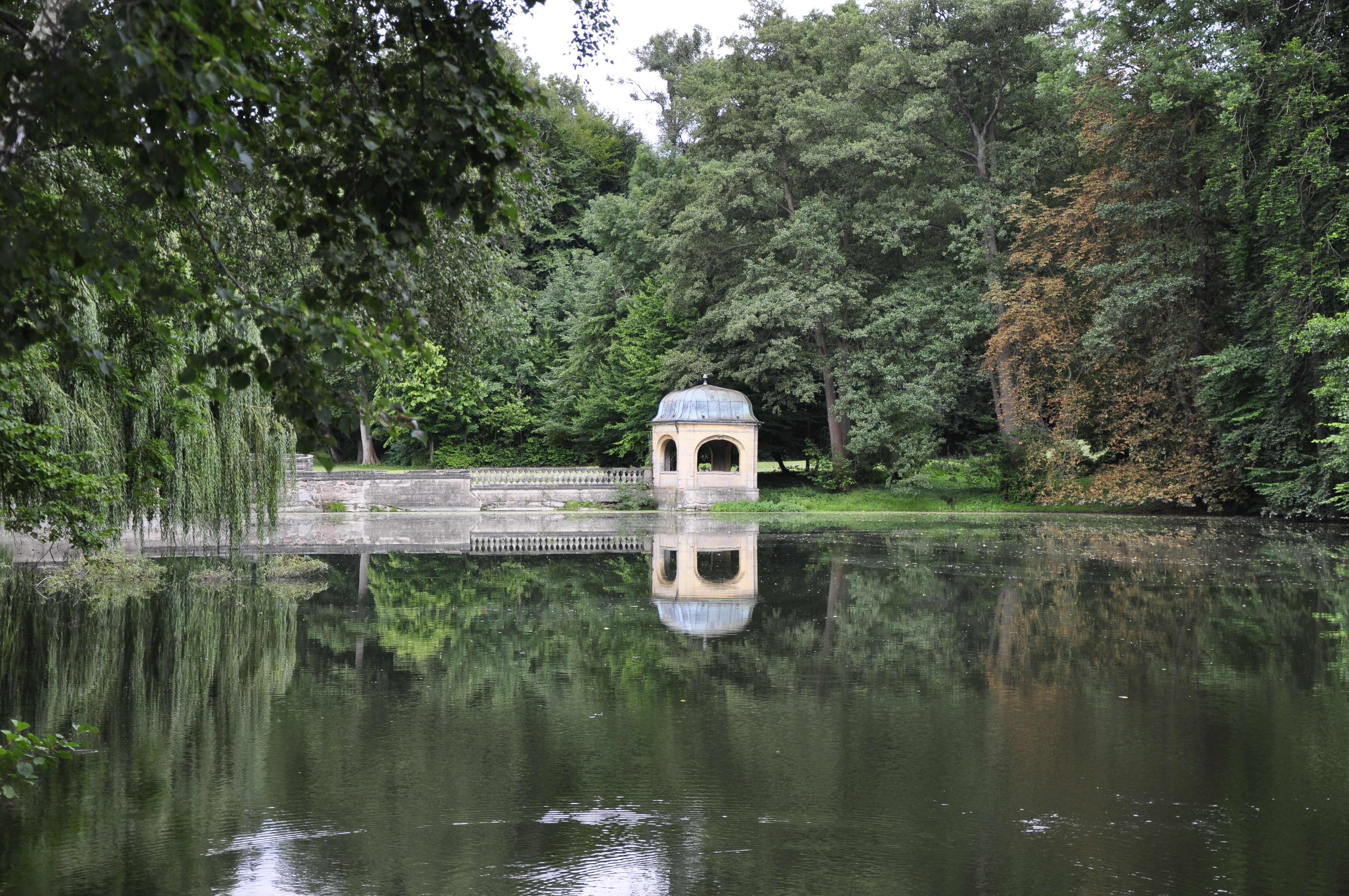
Großer Parkteich mit Pavillon

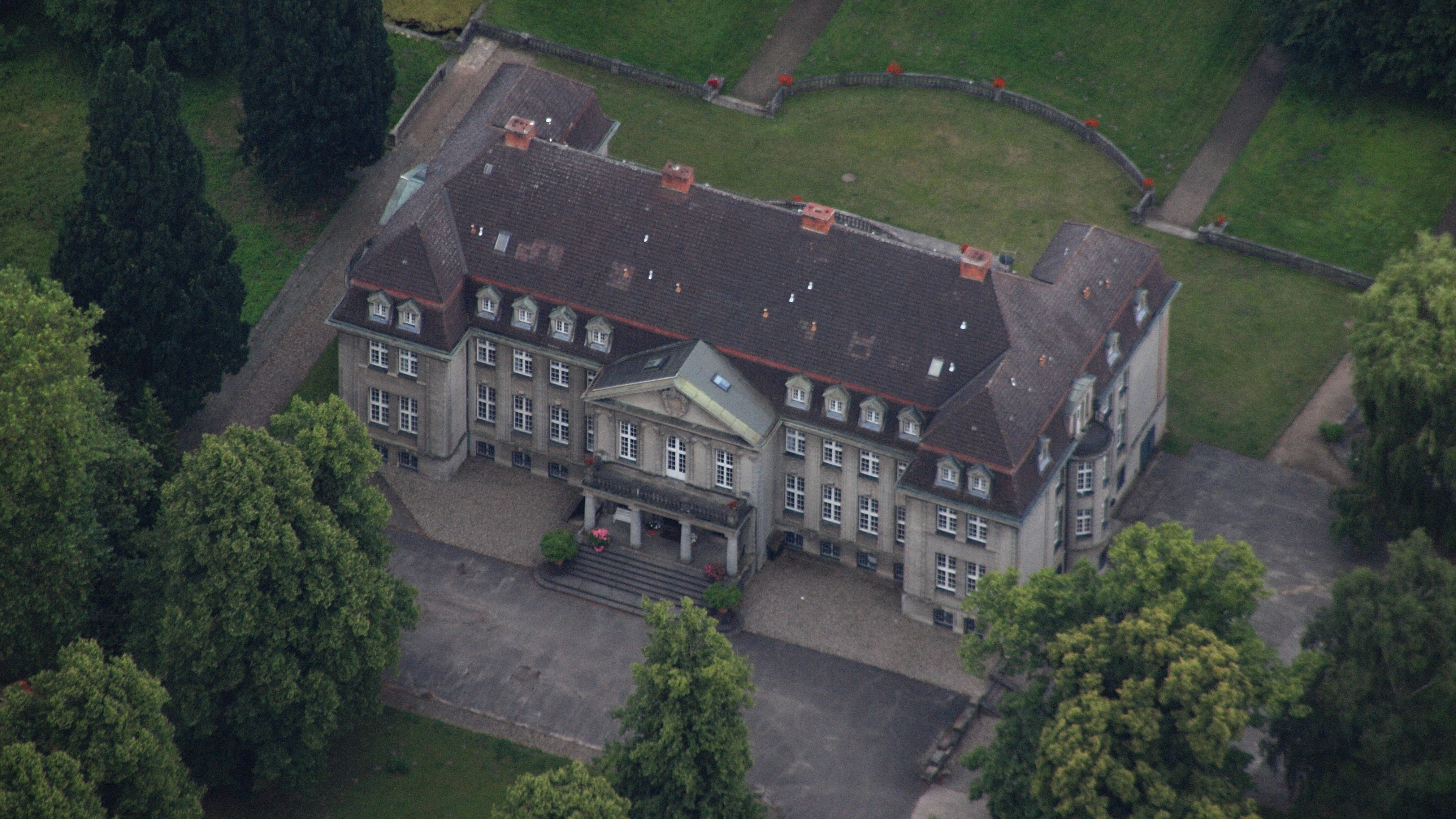
Schloss Bellin, Luftaufnahme 2014

### Ensemble
Die ursprüngliche barocke Ensemblestruktur des inneren Gutshofs aus dem 18. Jahrhundert ist fast komplett erhalten. Der früher teils als Ehrenhof, teils als Wirtschaftshof genutzte Innenbereich erstreckt sich vom Torhaus rund 160 Meter in südlicher Richtung bis zum heutigen Herrenhaus, das vor dem Abriss des klassizistischen Vorgängerbaus direkt hinter ihm errichtet wurde. Durch den Neubau des Herrenhauses verlängerte sich der Ehrenhof um rund 20 Meter, der anschließende Park wurde um rund 30 Meter verkleinert. Die zur Hofseite vorgelagerten, sich symmetrisch gegenüberstehenden, kleinen, ursprünglich vermutlich dreiflügeligen, verputzten Kavaliershäuser stammen aus der Zeit des Barock. Erhalten ist ein originaler Dreiecksgiebel mit der Jahreszahl 1746 im ostwärts des Ehrenhofs gelegenen Haus. Das westlich gelegene Kavaliershaus ist in einem schlechten Bauzustand. 
Die sich Richtung Torhaus anschließenden, ursprünglich rund 20 Meter zurückgesetzten beiden großen Wirtschaftsgebäude mit Walmdächern an den Längsseiten des Hofs wurden von Henry B. Sloman erweitert und erneuert. Das ostwärtige Wirtschaftsgebäude ist heute nicht mehr erhalten, es wurde in der Nachkriegszeit durch zwei kleinere Bauten (näher am Hof gelegen) ersetzt. Im sich westlich anschließenden Viehhofbereich erneuerte Sloman ebenfalls Stallgebäude. Außerdem errichtete er eine Maschinenzentrale sowie eine Maschinenhalle auf dem Gut. Die mittig des Hofs liegenden großen Grünflächen werden heute von durch Sloman gepflanzte Linden eingefasst.

### Torhaus
Das beeindruckende Torhaus von Bellin ist ein vermutlich ursprünglich verputzter Backsteinbau mit Mansarddach und einem haubengekrönten Laternenturm aus der Mitte des 18. Jahrhunderts. Es ist eines der wenigen aus der Barockzeit erhaltenen Gutstorhäuser Mecklenburg-Vorpommerns, das allerdings mehrfach umgestaltet wurde. Der Mittelrisalit zur Straßenseite enthält eine Tordurchfahrt sowie nur zur Straßenseite zwei flankierende Seiteneingänge. Der Giebel beinhaltet einen Wappenstein aus Sandstein der Familie Sala. Der Laternensockel enthält zur Straßen- und zur Hofseite je eine Uhr. Die Wetterfahne trägt die Jahreszahlen 1910 und 1982.

### Park
Der etwa 1750 angelegte barocke Park im Süden des Herrenhauses wurde im 19. Jahrhundert zu einem Landschaftspark umgestaltet. Mit dem Neubau des in den Park hereinreichenden Herrenhauses 1912 erhielt er eine neubarocke Formgebung. Ein einrahmender Rosengarten besteht heute nicht mehr. Der seitlich stark bewaldete Park erstreckte sich – im Norden begrenzt durch den großen Parkteich bzw. den „Goldfischteich“ – bis zu den von Sloman durch Drainage der Feldwirtschaft zugänglich gemachten Äckern im Süden der Anlage. Das Parkgelände ist heute von einer Steinmauer umgeben. Der Baum- und Gehölzbestand des Parks enthält Stieleichen, Rotbuchen, Tulpen-Magnolien, Riesen-Lebensbäume, Japanische Zedern und Pyramideneichen. Am Parkteich steht ein vermutlich aus barocker Zeit stammender kleiner Pavillon. Der Parkteich wird von Mauern und Treppen eingeschlossen. Sloman ließ das Parkteich-Ensemble in Anlehnung an die Wassertreppe der Kleinen Alster am Hamburger Rathausmarkt gestalten.

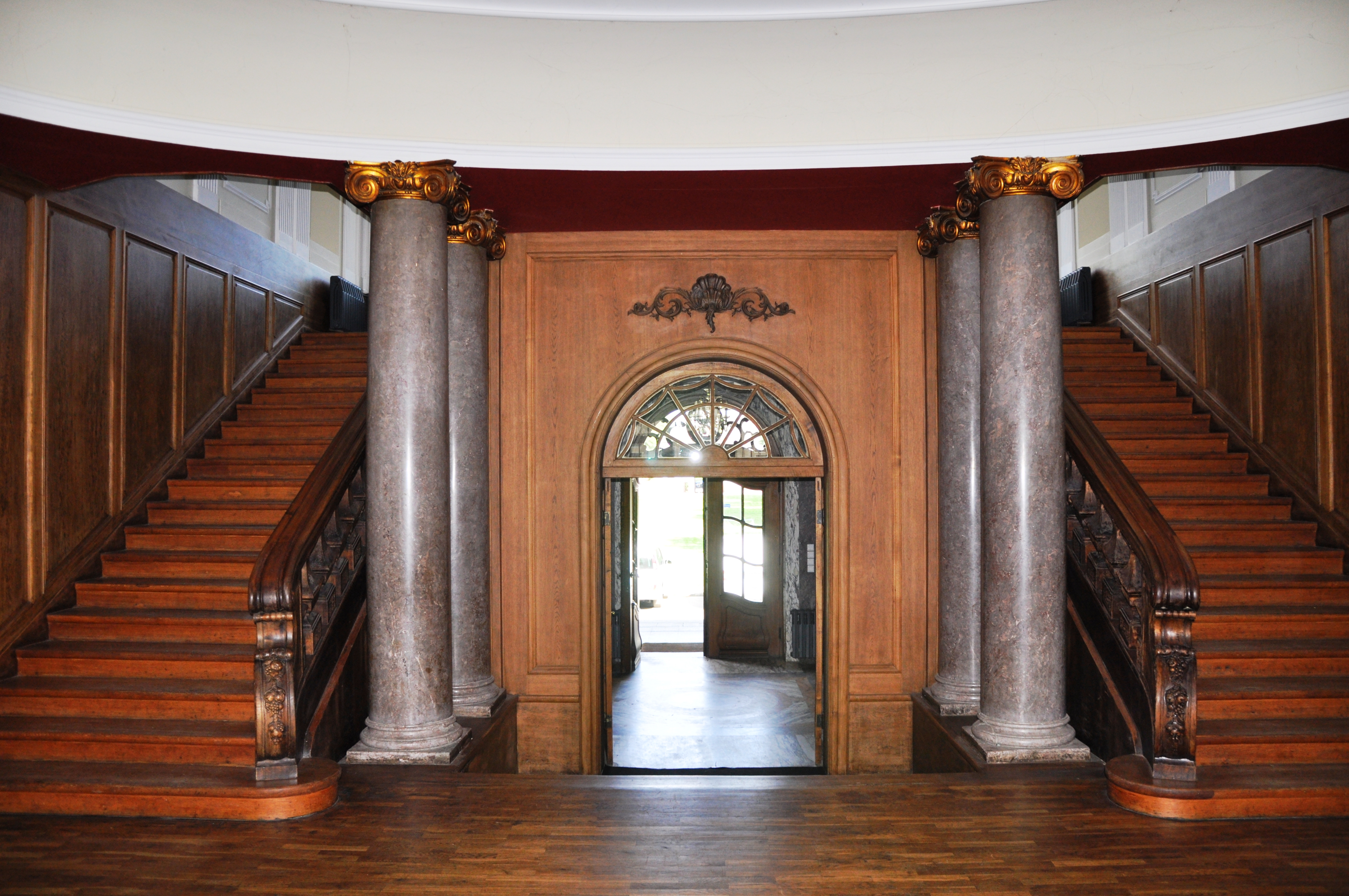
Eingangsbereich und Treppenaufgang im Erdgeschoss
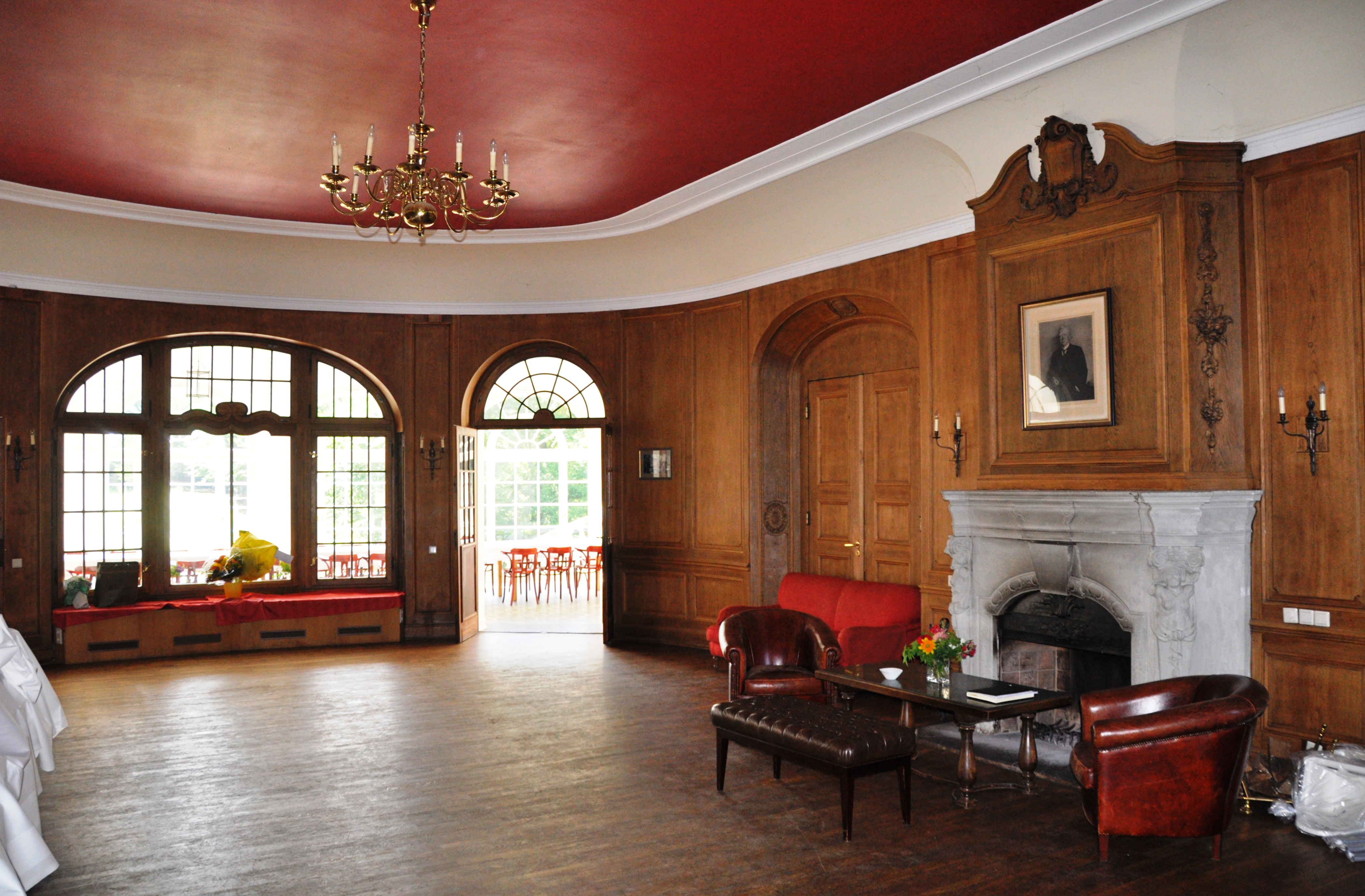
Getäfelter großer Flursalon mit Kamin, Blick zum Park
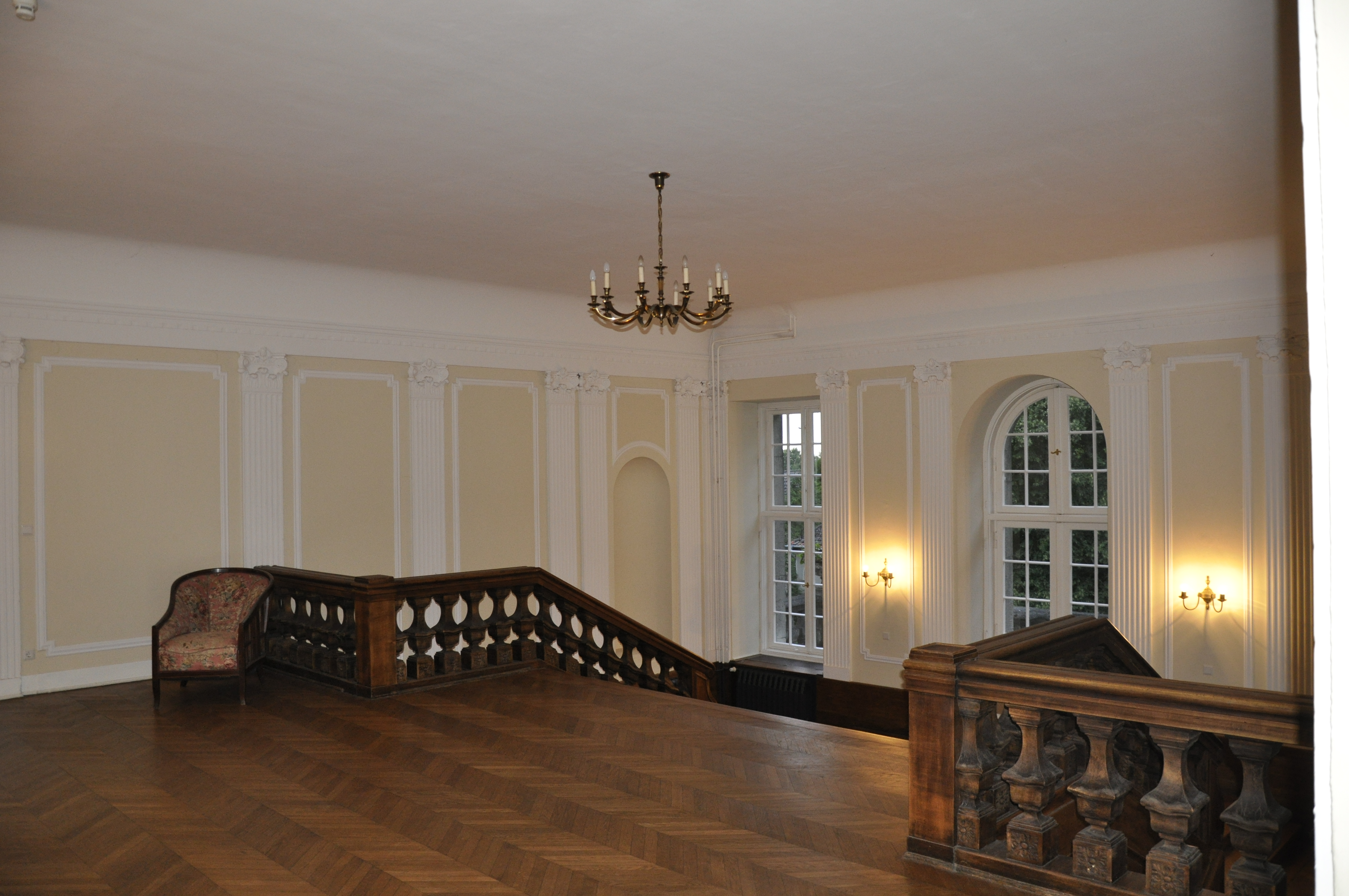
Treppenhaus im ersten Obergeschoss
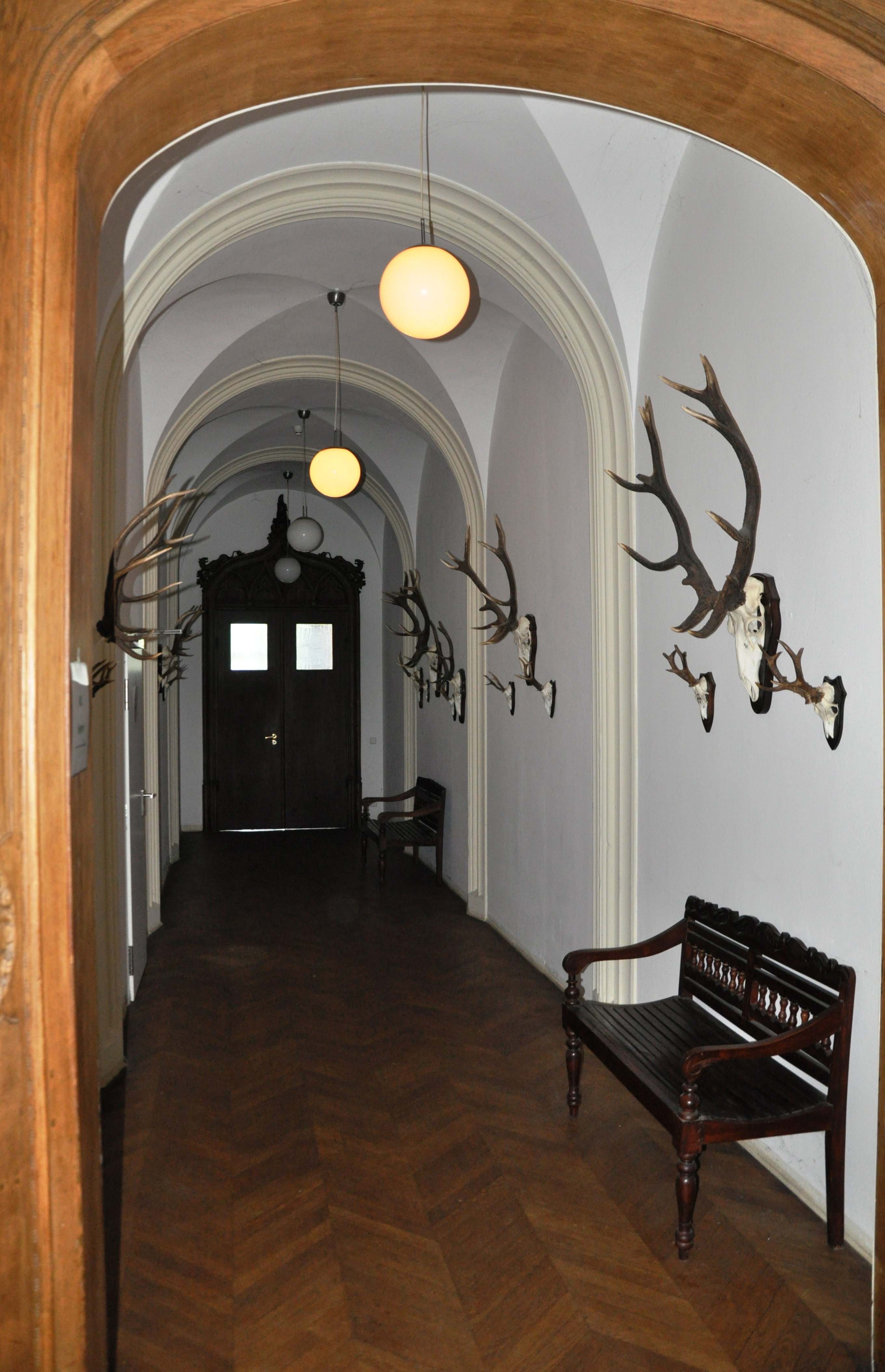
Flur

## Nutzung als Hotel / Medienpräsenz
Das heute als „Jagdschloss Bellin“ bezeichnete Gebäude bietet Gästen bis zu 180 Quadratmeter große Apartments mit insgesamt 42 Betten. Von den 3.600 Quadratmetern Nutzfläche werden rund 2.000 der Hotelnutzung zugänglich gemacht. Der von den Gästen zu begehende Park umfasst rund 10 Hektar. Das Schloss kann komplett für Feiern angemietet werden. 
Im Jahr 2003 wurde das Hotel während der Produktion der NDR-Polizeiruf-110-Folge Verloren vorübergehend als Wohnung für Hauptkommissar Tobias Törner (gespielt von Henry Hübchen) genutzt, der laut Drehbuch kurzfristig von Berlin zu seiner neuen Dienststelle in Schwerin versetzt worden war. Im Frühjahr 2010 drehte die NFP Neue Film Produktion hier unter der Regie von Anja Schütze einen dokumentarischen Hochzeits-Kurzfilm.